# Grégory Dufer
Grégory Dufer (Charleroi, 19 december 1981) is een Belgisch voormalig voetballer.

## Clubcarrière
Dufer maakte zijn debuut op het hoogste niveau in België bij Sporting Charleroi. Na vijf seizoenen en een debuut bij het Belgisch voetbalelftal trok hij in 2004 naar de Franse eersteklasser SM Caen. Door blessureleed raakte hij echter zijn basisplaats kwijt en na degradatie van de club trok hij na één seizoen naar Club Brugge. Ook hier slaagde hij er niet in een basisplaats te veroveren, waarna hij in december 2006 tot het einde van het seizoen werd uitgeleend aan Sporting Lokeren. In 2007 vertrok hij transfervrij naar Standard Luik, waar hij wel speelkansen kreeg van Michel Preud'homme maar onder László Bölöni opnieuw naar de bank werd verwezen en desgevolgend werd uitgeleend aan neo-eersteklasser AFC Tubize. Na opnieuw een half jaar op de bank bij Standard tekende hij in januari 2011 een contract voor twee seizoenen en half bij Sint-Truidense VV. In 2014 trok hij voor één seizoen naar Seraing United, om in juni 2015 als eerste in te stappen in het project van Patrick Decuyper bij Antwerp FC. Hij speelde nadien nog voor RFC Liegeois.

## Clubstatistieken
| seizoen | club              | land      | competitie             | wed. | goals |
| ------- | ----------------- | --------- | ---------------------- | ---- | ----- |
| 1999/00 | SC Charleroi      | België    | Eerste klasse          | 16   | 1     |
| 2000/01 | SC Charleroi      | België    | Eerste klasse          | 32   | 6     |
| 2001/02 | SC Charleroi      | België    | Eerste klasse          | 33   | 2     |
| 2002/03 | SC Charleroi      | België    | Eerste klasse          | 26   | 5     |
| 2003/04 | SC Charleroi      | België    | Eerste klasse          | 32   | 7     |
| 2004/05 | SM Caen           | Frankrijk | Ligue 1                | 21   | 1     |
| 2005/06 | Club Brugge       | België    | Eerste klasse          | 19   | 2     |
| 2006/07 | Club Brugge       | België    | Eerste klasse          | 2    | 0     |
| 2006/07 | →Sporting Lokeren | België    | Eerste klasse          | 12   | 1     |
| 2007/08 | Standard Luik     | België    | Eerste klasse          | 21   | 1     |
| 2008/09 | → AFC Tubize      | België    | Eerste klasse          | 26   | 6     |
| 2009/10 | Standard Luik     | België    | Eerste klasse          | 12   | 0     |
| 2009/10 | Standard Luik     | België    | Play-Off II B          | 2    | 0     |
| 2010/11 | Standard Luik     | België    | Eerste klasse          | 0    | 0     |
| 2010/11 | Sint-Truidense VV | België    | Eerste klasse          | 7    | 2     |
| 2010/11 | Sint-Truidense VV | België    | Play-Off II A          | 5    | 1     |
| 2011/12 | Sint-Truidense VV | België    | Eerste klasse          | 24   | 5     |
| 2011/12 | Sint-Truidense VV | België    | Play-Off III           | 3    | 2     |
| 2012/13 | Sint-Truidense VV | België    | Tweede klasse          | 20   | 5     |
| 2013/14 | Sint-Truidense VV | België    | Tweede klasse          | 32   | 8     |
| 2014/15 | Seraing United    | België    | Tweede klasse          | 31   | 15    |
| 2015/16 | Antwerp FC        | België    | Tweede klasse          | 25   | 7     |
| 2016/17 | RFC Liegeois      | België    | Tweede klasse amateurs | 23   | 3     |
|         |                   |           | Totaal                 | 424  | 80    |

## Interlandcarrière
Dufer speelde viermaal voor de Belgische nationale ploeg. Hij maakte op maakte op 31 maart 2004 zijn interlanddebuut tegen Duitsland: in deze vriendschappelijke interland mocht hij na 59 minuten invallen voor Mbo Mpenza. Een kleine maand later mocht hij ook invallen in de vriendschappelijke interland tegen Turkije. Dufer scoorde in deze wedstrijd zijn eerste en enige interlandgoal. Dufer viel daarna nog in tijdens de WK-kwalificatiewedstrijden tegen Litouwen en Spanje.
| Interlands van Grégory Dufer      | Interlands van Grégory Dufer      | Interlands van Grégory Dufer      | Interlands van Grégory Dufer      | Interlands van Grégory Dufer      | Interlands van Grégory Dufer      | Interlands van Grégory Dufer      |
| No.                               | Datum                             | Wedstrijd                         | Uitslag                           | Soort Wedstrijd                   | Doelpunten                        |                                   |
| Als speler bij Sporting Charleroi | Als speler bij Sporting Charleroi | Als speler bij Sporting Charleroi | Als speler bij Sporting Charleroi | Als speler bij Sporting Charleroi | Als speler bij Sporting Charleroi | Als speler bij Sporting Charleroi |
| --------------------------------- | --------------------------------- | --------------------------------- | --------------------------------- | --------------------------------- | --------------------------------- | --------------------------------- |
| 1.                                | 31 maart 2004                     | Duitsland – België                | 3 – 0                             | vriendschappelijk                 | -                                 |                                   |
| 2.                                | 28 april 2004                     | België – Turkije                  | 2 – 3                             | vriendschappelijk                 | 86'                               |                                   |
| Als speler bij SM Caen            |                                   |                                   |                                   |                                   |                                   |                                   |
| 3.                                | 4 september 2004                  | België – Litouwen                 | 1 – 1                             | Kwalificatie WK 2006              | -                                 |                                   |
| 4.                                | 9 oktober 2004                    | Spanje – België                   | 2 – 0                             | Kwalificatie WK 2006              | -                                 |                                   |
| Totaal                            | Totaal                            | Totaal                            | Totaal                            | Totaal                            | 1                                 |                                   |